# هالا مدريد
هالا مدريد (بالإسبانية: Hala Madrid)‏ هي مجلة خاصة بنادي ريال مدريد، وتُصْدَر شهرياً لأعضاء نادي ريال مدريدوحملة بطاقات نادي مدريديستا. عبارة هالا مدريد هي مجلة يصدرها نادي ريال مدريد الإسباني لأعضاء النادي وحاملي البطاقات المشجعين. عبارة هلا مدريد تعني بالإسبانية «إلى الأمام مدريد» أو «هيا مدريد»، وهي عبارة لفظية تشجيعية مُتداولة بين مشجعين النادي، وكذلك هي النشيد الرسمي للنادي. تتضمن المجلة تقارير عن مباريات النادي في الشهر السابق، فضلا عن معلومات عن الفرق الاحتياطية والشباب. وغالبا ما تشمل المجلة مقابلات مع لاعبين، سواء في الماضي والحاضر، وتقوم بتسليط الضوء على المباريات التاريخية للنادي، وعمل التقارير الرياضية فضلا عن آخر مستجدات الفريق.
للمجلة نسختان، النسخة الإلكترونية والتي تعرف باسم مجلة «هلا مدريد» أونلاين (بالإنجليزية: Hala Madrid Online)‏ والتي تُصْدَر شهرياً مجاناً للجميع وغالباً ما تصدر باللغة الاسبانية والإنجليزية. إما النسخة الورقية والتي تعرف باسم مجلة «هلا مدريد» الفصلية (بالإنجليزية: Hala Madrid)‏، فيتم إصدارها بشكل ورقي في كل 3 أشهر فقط باللغة الإسبانية. إما بالنسبة للصغار، فرن للمجلة نسخة تعرف باسم مجلة هلا مدريد جونيور (بالإنجليزية: Hala Madrid Junior)‏، وهي موجهه للجيل الناشئ من مشجعي النادي.